# Alfonso Díaz
Alfonso Díaz (Madrid, 28 de marzo de 1983) es un productor, director, guionista y montador de cortometrajes. Madrileño residente en la provincia de Huelva desde 2012, es un Productor, Director, Guionista y Editor de vídeo.
Sus cortometrajes han sido proyectados en Seattle International Film Festival , Cleveland International Film Festival, Interfilm Berlín, Bogoshorts Film Festival, Go Short - International Film Festival o el Festival de Cine de Huesca, todos ellos Oscar-Qualifying Fests. 
En su Palmarés suma ya 80 premios y 480 selecciones en Festivales.
Su trabajo más laureado es "El Atraco", que ya ha ganado 65 premios y seleccionado en 175 festivales. 
En 2020 estrena en Medina del Campo su último cortometraje titulado "Acto Reflejo”, con la financiación del ICAA y ayuda de la Comunidad de Madrid, que será el tercer cortometraje que podrá presentar candidatura a los Premios Goya, tras "Rött Hår  Svart (Pelirrojo / Negro)" y "Cambio de sentido".
Desde 2012 también ejerce como Distribuidor y Agente de Ventas con su Agencia LINE UP Shorts - Film Distribution.
Fundó las bases de un Festival Internacional de cortos, que dirigió durante tres ediciones: el Festival Internacional de Cortometrajes El Sector en Madrid

## Biografía
Se diplomó en Dirección de cine en el Instituto del Cine de Madrid (De 2002 a 2004). En 2005 dirigió su primer cortometraje premiado ¡Están locos!, que obtuvo más de 30 selecciones en Festivales en España y en otros países y recibió media docena de premios. En 2007 dirigió por encargo la serie Apples, una serie en línea de 7 capítulos que fue recibida calurosamente por varios medios de TV, por el público en línea y por Francia, Portugal y Estados Unidos.
Fue director, coordinador y programador del Festival Internacional de Cortometrajes El Sector, desde su fundación en 2007 hasta la tercera edición, en 2009, compaginándolo con las labores de edición en diversas empresas de producción. 
Fue seleccionado para formar parte  del Jurado Joven del Festival de Cine de Málaga en 2009.
En 2010 estrenó ”The story of David Leonard Sutton” en Notodofilmfest. Este cortometraje coproducido junto con el protagonista británico Jonathan D. Mellor que sumó un centenar de selecciones en Festivales de todo el mundo.
En 2011 produce, escribe y dirige junto a Luis Ángel Pérez el cortometraje de género falso documental Rött Hår | Svart (Pelirrojo / Negro) protagonizado por Daniel Pérez Prada y Teresa Soria Ruano, con la voz en off de Ingrid García-Jonsson, finalista en su estreno en el Notodofilmfest, durante su distribución ganó varios premios como el Premio al Mejor Cortometraje Socios PNR del Festival de Cine de Madrid - PNR, que le permitió presentar presentar candidatura a los Premios Goya. Además de obtener también relevantes selecciones internacionales. 

En 2012, rueda dos cortometrajes para el Notodofilmfest, "Gerónimo" (1 premio y 39 selecciones), protagonizado por Pedro Ros, Ángel Gómez Caballero, Jesús Monroy y Mario Tardón y "2°A", que fue finañista en el Notodofilmfesty alcanzó después más de 100 selecciones en Festivales (el segundo cortometraje que alcanza esa cifra), a los que sumó 11 premios, protagonizado por Jonathan D. Mellor y Olga Alamán, que obtuvieron premios por su interpretación durante su distribución en Festivales.
En 2014, realiza dos cortometrajes documentales, "Oasis Refinado" (16 selecciones) y "Arte volador" (5 selecciones) y el proyecto de ficción "Cambio de sentido", que fue seleccionado para la convocatoria de Rodando por Jaén y bajo la tutela de Pablo Berger y Juan Antonio Anguita, se rodó en la Sierra de Cazorla con un equipo de 6 personas durante un fin de semana, protagonizado por Beatriz Arjona y Rikar Gil. Obtuvo una notable acogida con 71 selecciones en Festivales y 8 premios, además de ser el segundo cortometraje que pudo presentar candidatura a los Premios Goya.
En 2017, coproduce y dirige el proyecto de cortometraje "El Atraco", con un guion de Santiago Pajares. Fue seleccionado en el foro de coproducción de la Comunidad de Madrid y recibió apoyo en las ayudas de producción del ICAA. Produce junto a las productoraa Summer Films y Jesús Soria. Los protagnonistas fueron Juanma Lara y Aitor Merino. Obtiene una exitosa distribución, en la que consigue 65 premios en 165 festivales, su tercer cortometraje con que alcanza las 100 selecciones.
En 2020 estrena "Acto reflejo" y vuelve a retomar su labor de guionista, además de ser productor y director. El proyecto fue seleccionado en el foro de coproducción de la Comunidad de Madrid y obtuvo financiación del ICAA y el apoyo de la Comunidad de Madrid.
Lo protagoniza la nominada al Premio Goya, Mercedes León junto a Teresa Soria Ruano, Olga Alamán y Paula Iglesias. También forman parte del elenco María Bazán, Carlos Iglesias o Emilio Linder. Se estrena en la Sección Oficial de Cortometrajes de la Semana de Cine de Medina del Campo 2020, además formará parte de la Sección Oficial en la Semana del Cortometraje de la Comunidad de Madrid y en la Sección Oficial del Festival de Cine de Alfàs del Pi. Podrá presentar candidatura a los Premios Goya 2021. 
En la actualidad, trabaja en el desarrollo y la financiación de su primer proyecto de largometraje, un thriller dramático y psicológico, con subgénero cine-dentro-del-cine, titulado Gloria.

## Filmografía
CORTOMETRAJES:
- “Acto reflejo”. 2020. Productor, director, guionista. Ficición.
- “El atraco”. 2017. Coproductor, director y montador. Ficición
- “Cambio de sentido”. 2014. Coproductor, director, guionista y montador. Ficción.
- “Oasis Refinado”. 2014. Coproductor, director, guionista y montador. Documental.
- “Arte volador”. 2014. Coproductor, director, guionista y montador. Documental.
- “Eufemismos”. 2014. Coproductor, director, guionista y montador.
- “2°A”. 2012. Productor, director, guionista y montador. Ficción.
- “Gerónimo”. 2012. Productor, director, guionista y montador.
- “Rött hår | Svart (Pelirrojo / Negro)”. 2011. Coproductor, codirector, coguionista y montador. Ficción.
- “The story of David Leonard Sutton”. 2010. Coproductor, director, guionista y montador. Ficción.
- “Cuando el infierno se congela”. 2007. Coproductor, director y montador. Ficción.
- “Máximo exponente". 2005. Productor, director, guionista y montador. Ficción.
- “¡Están locos!”. 2005. Coproductor, director, guionista y montador. Ficción.
- "Quidam". 2004. Director, guionista y montador. Ficción.
- "Reencuentro". 2003. Productor, director y montador. Ficción.

SERIES:
- Apples. (Serie en línea) 2007. Director y montador

PUBLICIDAD:
- “El camino hacia la felicidad”. 2013. Coproductor, director, guionista y montador. Corto publicitario.
- "Spot 20° Festival Cine de Madrid - PNR" . 2011. Director, guionista y montador.
- "Spot III Festival Digital El Sector" . 2009. Director, guionista y montador.

## Enlaces
- Página web oficial del cineasta Alfonso Díaz
- Ficha de Alfonso Díaz en IMDb
- Cortometraje "RÖTT HÅR | SVART" en la web de Notodofilmfest en Youtube
- Tráiler "The story of David Leonard Sutton" en Vimeo
- Cortometraje "¡Están locos!"
- Entrevista concedida al portal de guionistas ABC Guionistas